# Félix Faure (1780-1859)
Ne doit pas être confondu avec Félix Faure.
Pour les articles homonymes, voir Faure.
Félix Faure, né à Grenoble le 18 mai 1780 et mort à Paris le 28 janvier 1859, est un magistrat et homme politique français.
Docteur en droit en 1810, il est conseiller auditeur à la cour d'appel de Grenoble en 1811, puis substitut général en 1817. Avocat général en 1819, il est conseiller en 1822. Il est député de l'Isère de 1828 à 1832, siégeant à gauche et signant l'adresse des 221. Il est premier président de la cour d'appel de Grenoble en 1830 et conseiller à la cour de Cassation en 1841. Il est pair de France de 1832 à 1848. On se souvient de lui aussi pour avoir été l'un des plus proches amis de Stendhal, qu'il a connu dès l'école.

## Biographie
Joseph Désiré Félix Faure naît à Grenoble le 18 mai 1780, fils d'Étienne Antoine Faure (1743-1823), receveur général des finances du Dauphiné.
Il obtient le doctorat en droit en 1810. Il entre dans la magistrature en 1811 comme conseiller auditeur à la cour d'appel de Grenoble, ville où il fait toute sa carrière de magistrat avant sa nomination à la cour de cassation. Il devient substitut du procureur général en 1817, avocat général en 1818, conseiller à la cour en 1819, président de chambre en 1828 et enfin premier président en 1830. Le 11 juillet 1836, il est nommé conseiller à la cour de cassation. Il prend sa retraite le 25 avril 1848.
Félix Faure s'intéresse à la question de l'instruction populaire ; il voit dans les méthodes de Pestalozzi et de Joseph Lancaster et dans la mise en œuvre de l'enseignement mutuel des moyens de répandre l'instruction dans les couches populaires. Il se fait remarquer ainsi des milieux libéraux et, en particulier, de celui qui en est le représentant le plus influent en Dauphiné, le banquier et industriel Augustin Perier.
En 1828, poussé par Augustin Perier, il se présente à la députation dans la circonscription de Vienne, où il avait des attaches familiales ; il est élu très largement le 28 avril 1828 par 128 voix contre 30 à Miremont, candidat conservateur, et 18 à un personnage connu, Antoine Français de Nantes, plusieurs fois député, ancien préfet et futur membre de la Chambre des pairs de la Monarchie de Juillet.
Il possédait à Saint-Ismier un domaine avec maison bourgeoise (aujourd'hui la mairie), où son ami Stendhal vint le visiter à plusieurs reprises.
Il avait connu Stendhal à l'école et ils restèrent longtemps des amis très proches, mais, entre le haut serviteur de l'État à la carrière brillante et l'écrivain désenchanté, une distance finit par s'installer. Vers 1840, Félix Faure écrit : « Éviter de parler du Beyle d'aujourd'hui, irrité, aigri, détrompé parce qu'il a été trompé ; mais beaucoup du Beyle primitif, si loyal, si bon, si franchement bienveillant. »